# خراست (ناحیه خرودیم)
خراست (به چکی: Chrast) یک منطقهٔ مسکونی در جمهوری چک است که در ناحیه خرودیم واقع شده‌است. خراست ۳٬۱۸۶ نفر جمعیت دارد.